# Ievhèn Bulantxik
Ievhèn Bulantxik   (Hòrlivka, 3 d'abril de 1922 - Kíiv, 17 de novembre de 1995) fou un atleta ucraïnès especialista en curses de tanques, que va competir sota bandera soviètica en els anys posteriors a la Segona Guerra Mundial.
El 1952 va prendre part en els Jocs Olímpics de Hèlsinki, on fou quart en la cursa dels 110 metres tanques del programa d'atletisme.
En el seu palmarès destaca una medalla d'or en els 110 metres tanques al Campionat d'Europa d'atletisme de 1954. Fou campió soviètic dels 110 metres tanques vuit vegades seguides, entre 1948 i 1955, i va millorar el rècord nacional de la distància en tres ocasions. També guanyà dos campionats nacionals en els 4x400 metres (1948-1949) i un en els 400 metres (1948).
Un cop retirat exercí d'entrenador.

## Millors marques
- 110 metres tanques. 14.1" (1952)
- 400 metres tanques. 52.9" (1949)[1][7]